# Beowulf (Cluster)

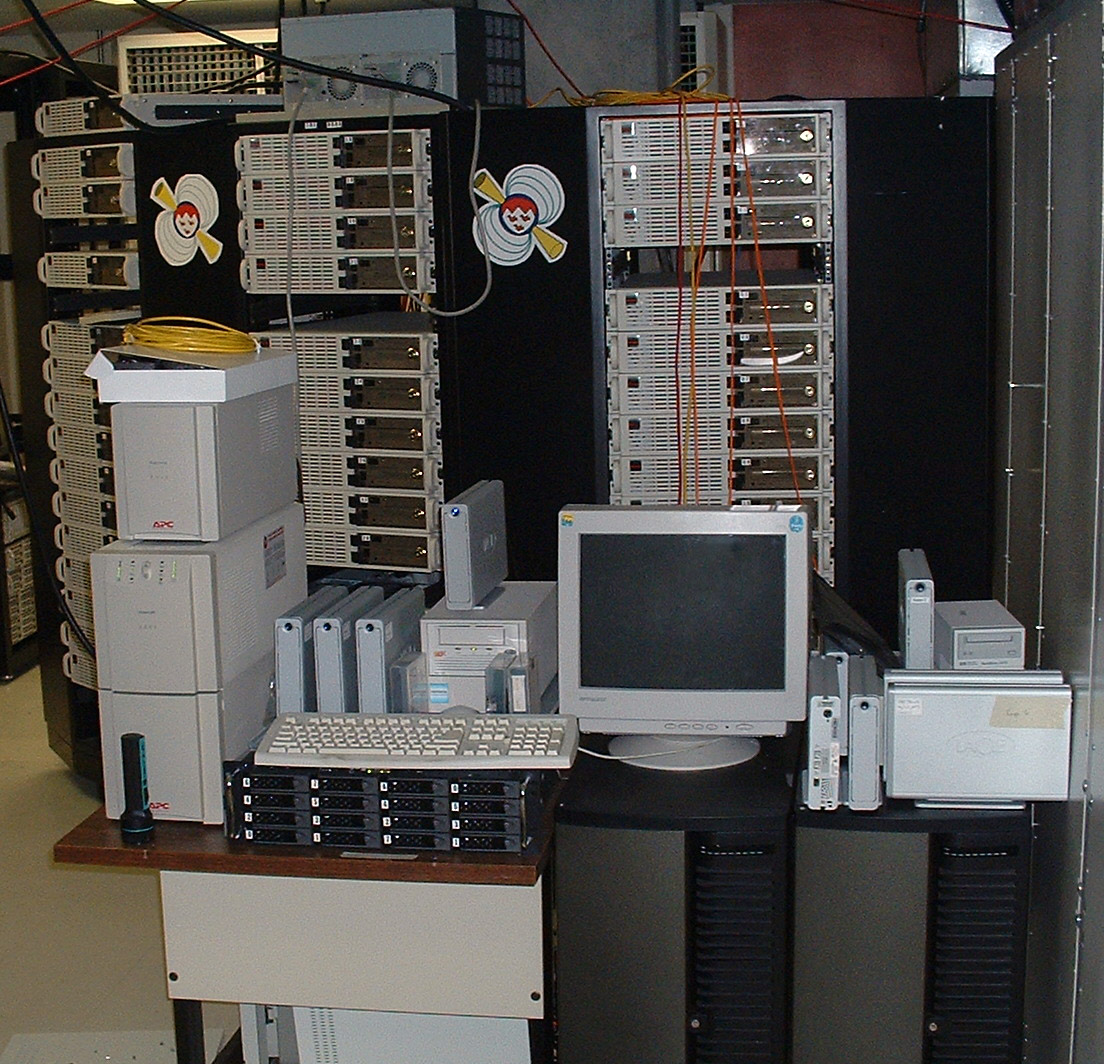
Borg, der Beowulf-Cluster der McGill-Universität

Beowulf ist ein Computercluster, der unter dem freien Betriebssystem Linux oder BSD läuft. Mittlerweile gibt es auch spezielle Linux-Versionen für Cluster wie beispielsweise ClusterKnoppix.
Beowulf ist nicht die Bezeichnung für eine bestimmte Software, sondern bezeichnet vielmehr den Aufbau des Clusters, der aus vernetzten handelsüblichen Personal Computern (Class I Cluster, siehe auch Off-The-Shelf-Computer) oder auch aus spezialisierter Hardware besteht (Class 2 Cluster). Die einzelnen Rechner kommunizieren über IP. Dabei ermöglicht es Software wie Message Passing Interface und PVM, Rechenoperationen aufzuteilen. Die Leistungsfähigkeit lässt sich durch das Hinzufügen weiterer Rechner steigern.
Das „Beowulf-Projekt“ wurde 1994 von Donald Becker und Thomas Sterling ins Leben gerufen, um eine sowohl kostengünstige als auch leistungsfähige Alternative zu Supercomputern zu entwickeln. Heute werden Beowulf-Rechner z. B. zur Forschung an Universitäten eingesetzt.